# 도브리치주

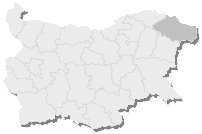
도브리치 주의 위치

도브리치주(불가리아어: Област Добрич)는 불가리아 북동부와 남부 도브루자 지방에 위치한 주로, 주도는 도브리치이며 면적은 4,720km2, 인구는 215,217명, 인구 밀도는 46명/km2, 자동차 번호는 TX이다.
북쪽으로는 루마니아와 국경을 접하고 있고 서쪽으로는 실리스트라 주, 남쪽으로는 슈멘 주와 바르나 주, 동쪽으로는 흑해와 접한다. 8개 시를 관할한다.

## 인구
| 연도                      | 인구    | ±%     |
| ------------------------- | ------- | ------ |
| 1946                      | 202,443 | —      |
| 1956                      | 227,425 | +12.3% |
| 1965                      | 236,817 | +4.1%  |
| 1975                      | 251,072 | +6.0%  |
| 1985                      | 257,341 | +2.5%  |
| 1992                      | 232,780 | −9.5%  |
| 2001                      | 215,217 | −7.5%  |
| 2011                      | 189,677 | −11.9% |
| 2021                      | 150,146 | −20.8% |
| 출처: pop-stat.mashke.org |         |        |

## 같이 보기
- 불가리아의 주